# Sobieraj
Sobieraj – osada w Polsce położona w województwie lubuskim, w powiecie sulęcińskim, w gminie Lubniewice. Należy do sołectwa Jarnatów.
W latach 1975–1998 miejscowość położona była w województwie gorzowskim.